# 유두

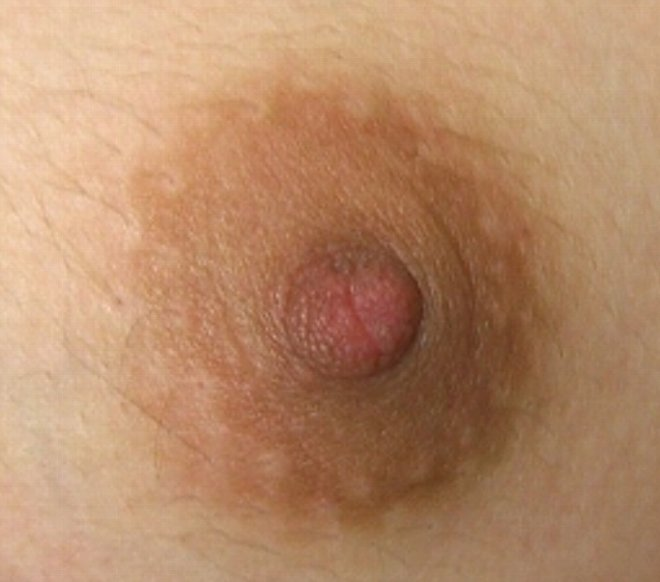

젖꼭지(nipple) 또는 유두(乳頭)는 포유류의 유방에 있는 돌기이다. 어미가 자식에게 모유를 공급할 때 사용되며, 모유가 나올 수 있는 구조로 되어 있다.

## 해부학적 구조

### 해부학의 설명
포유류의 해부학에서 유두, 혹은 젖꼭지는 유방의 끝에 15~20개의 젖분비관의 배출구가 둥글게 모여있는 조그마한 돌기다. 유두의 피부는 특정 신경이 밀집되어 외부 자극에 민감하다. 유두의 생리적 목적은 새끼에게 유선으로부터 분비되는 젖을 공급하는 것이다. 수컷의 유두는 보통, 수컷의 젖 분비가 가능함에도, 모유 수유와는 기능적으로 무관한 것으로 여겨진다. 포유류의 새끼는 찾아 먹는 본능(얼굴에 닿는 어떤 것에든 머리를 움직여 입을 가져다 대는)과, 젖을 빨아내는 본능을 갖고 있다.

### 유두의 발전
포유류는 일반적으로 좌우 대칭의 짝수의 유두를 갖고 있다. 만일 유두가 없다면, 이는 암의 징후일 수 있다. 이것은 태아 때에 '젖줄'을 따라 발달한다. 대부분의 포유류는 일반적으로 한 번에 낳는 평균 새끼 수에 맞추어 젖줄을 따라 유두가 발달하게 된다(한 쪽의 수치). 원시 포유류(오리너구리 같은 단공류)의 경우, 유두 없이 유선만이 피부 안쪽에 있다. 고래류의 경우, 새끼는 그 구강구조가 젖을 빨아먹는 데 적합하지 않다. 그래서 고래의 유두는 다른 포유류의 그것과 다르게 생겼다. 고래 새끼는, 쭉 뻗은 모양의 유두를 입안에 넣고, 어미가 젖을 분출하여 새끼가 먹을 수 있도록 한다.

### 사람의 유두
대부분의 인간은 각 유방의 중심 부근, 유륜이라 일컫는 민감하고 어두운 피부로 둘러싸인 부분에, 2개의 유두를 갖고 태어난다. 인간의 태아는 양쪽 겨드랑이로부터 나와 복근을 따라 치골로 흐르는 젖줄을 따라서 유두가 몇 개 더 발달한다. 이들은 대부분 출생 전에 사라지는데, 가끔 남아서 다유두증으로 나타난다. 이 증상에서 정상 유두 이외의 유두는 보통 젖이 나오지 않지만, 극히 드물게 유선을 갖고 있기도 하다.

### 성과의 관계
유두와 유륜의 착색은 갈색 유멜라닌(갈색 색소)과 많은 양의 페오멜라닌(붉은 색소) 때문이다. 저온에의 노출과 수유는 유두가 발기하게 되는 주된 원인인데, 유두 발기는 기모근의 입모 작용(소위 '소름 돋음')의 산물이다. 성적 흥분 역시 유두가 발기하도록 한다. 남녀의 유두와 유륜은 성감대로 반응하여, 때로는 오르가슴에 도달하게 할 정도로 민감하다. 하지만 이것이 생식기는 아닌 이유는, 양성이 모두 갖고 있고, 모든 동물의 성별을 구분짓지는 못하기 때문이다.

### 여성의 유두
인간 여성의 유두 평균 돌출 정도와 크기는 10mm 정도이다. 임신과 수유로 유두 크기가 증가하는 경향이 있는데, 어떤 경우엔 영영 줄어들지 않는다. 임신은 유두의 착색을 진하게 한다. 유두의 발기는 부분적으로 유두를 둘러싼 근육세포에 기인한다. 많은 여성이, 유두 주변에 "몽고메리 선" 이라고 하는 작은 돌기들을 갖고 있다. 유두는 인간의 네 번째 늑간신경과 연결되어있다.

## 같이 보기
- 유방
- 유륜
- 모유 수유
- 유두 피어싱
- 유두 자극